# Gustav Ernst von Stackelberg
Le comte Gustav Ernst von Stackelberg (connu en français dans les archives diplomatiques comme  comte Gustave-Ernest de Stackelberg), né le 5 juin 1766 à Reval et mort le 18 avril 1850 à Paris, est un diplomate de souche germano-balte au service de l'empire de Russie dont il était le sujet.

## Biographie

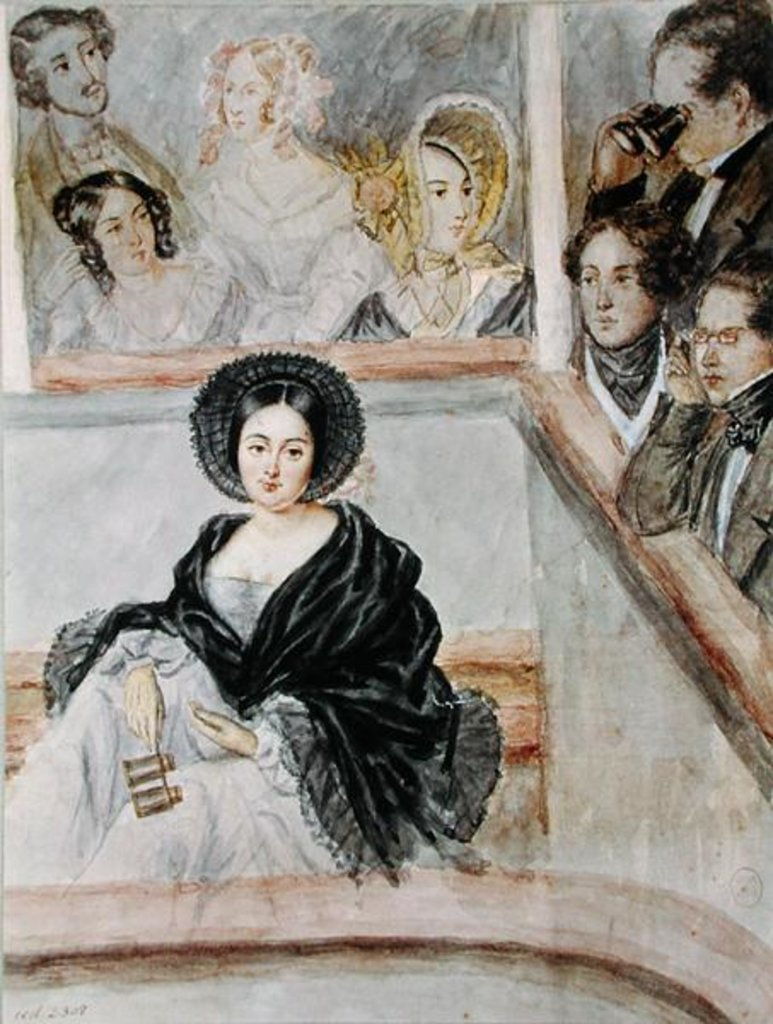
Marie Duplessis

Le comte de Stackelberg est le fils du comte Otto Magnus von Stackelberg (1736-1800), ambassadeur, et de son épouse, née Sophie-Gertrude von Fölckersahm.
Il est lieutenant dans l'armée impériale russe pendant la guerre russo-suédoise de 1788-1790, déclarée par Gustave III. Il devient ensuite Kammerjunker à la cour de Catherine II, puis entre dans la diplomatie. Il est envoyé extraordinaire en 1794 auprès du roi de Sardaigne, puis en 1799 en Suisse, en 1802 en république batave, en 1807 en pleines guerres napoléoniennes auprès du roi de Prusse et à partir de 1810, jusqu'en 1818 à Vienne. Il est un des participants du congrès de Vienne, et conseille l'empereur Alexandre pour l'absorption du duché de Varsovie dans le royaume du Congrès.
En 1835, il réside à Paris sous le règne de Louis-Philippe, puis il prend son congé du service diplomatique et élit résidence à Paris, où il devient l'un des protecteurs de Marie Duplessis (la Dame aux camélias) et où il meurt en 1850. Il repose au cimetière Montmartre avec son épouse et sa fille Éléonore. Sa tombe est quelques mètres à droite de la tombe de Charles Fechter (Armand Duval de La Dame aux camélias.
Il avait reçu au terme de sa longue carrière l'ordre de Saint-André, réservé aux plus hauts serviteurs de l'Empire de Russie.

## Famille
Le comte de Stackelberg épouse Caroline-Wilhelmine von Lüdolf, fille de l'ambassadeur de Russie à Londres, mariage dont sont issus :
- Sophie von Stackelberg (1806-1891), épouse Georg Conrad Wolter von Meyendorff
- Otto Magnus von Stackelberg (1800-1885), chambellan à la cour, seigneur entre autres du domaine d'Alt Hisenhof
- Caroline von Stackelberg (1809-1863), épouse Julius von Sass
- Ernst Johann von Stackelberg (1813-1870), général et ambassadeur
- Alexandre von Stackelberg (1814-1856), Kammerjunker et diplomate
- Élisabeth von Stackelberg (1807-1840), épouse le marquis Frédéric Della Rovere
- Marie von Stackelberg (1818-1840)
- Hélène von Stackelberg (1820-1843), épouse Joseph von Ugarte
- Reinhold von Stackelberg (1823-1837)
- Éléonore von Stackelberg (1827-1909), épouse le baron Théodore Decazes, diplomateSépulture de Gustav-Ernst STACKELBERG - Cimetière Montmartre

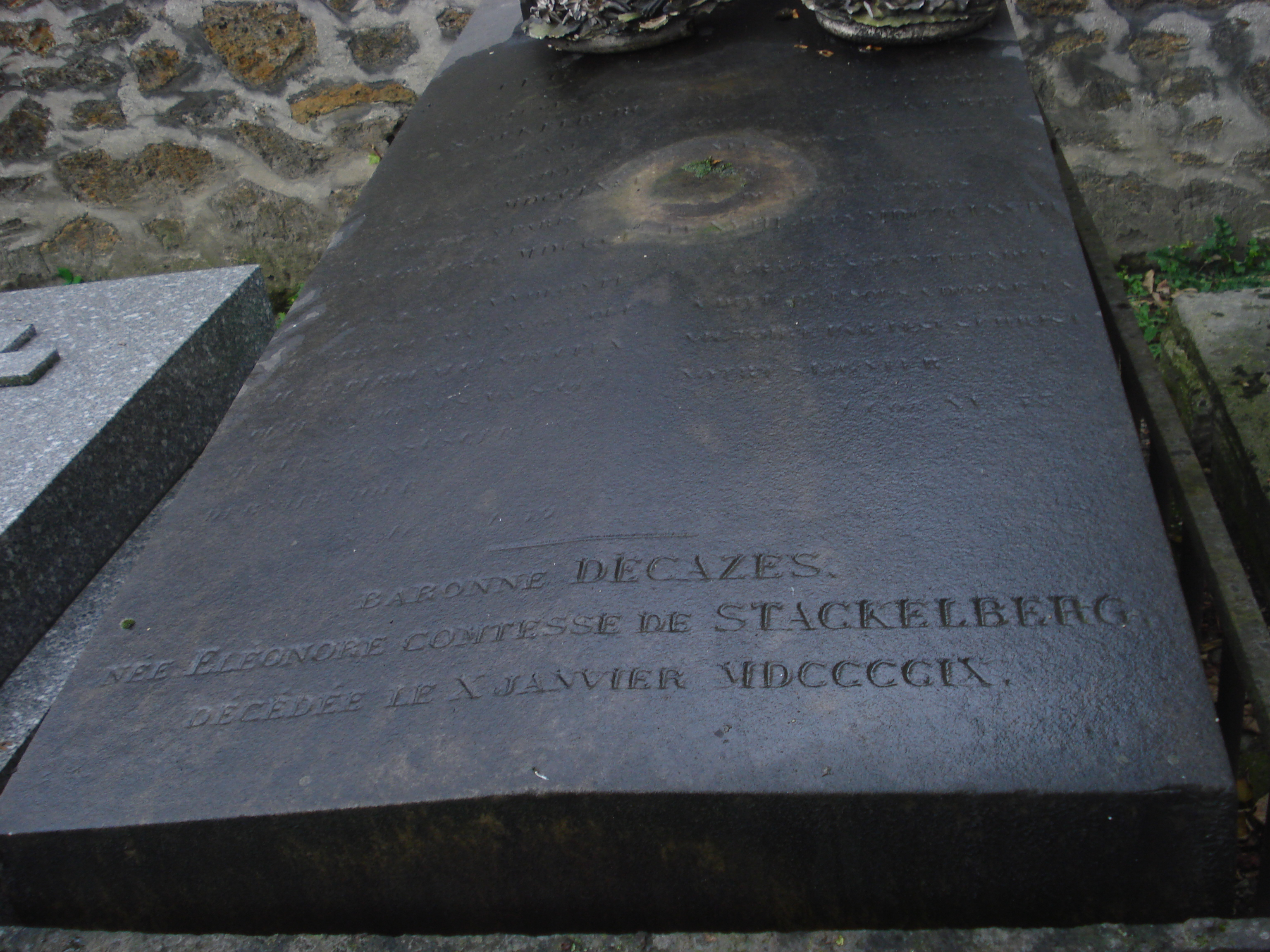
Sépulture de Gustav-Ernst STACKELBERG - Cimetière Montmartre

## Domaines
- Manoir d'Alt Isenhof (aujourd'hui Purtse)
- Domaine de Paggar (aujourd'hui Paggari, dans la municipalité de Jõhvi)
- Domaine d'Aggimal
- Domaine de Pungern (aujourd'hui Pungerja)
- Domaine de Soldina
- Domaine de Paddas (aujourd'hui Pada)
- Domaine de Münkenhof (aujourd'hui château de Muuga, dans la commune de Laekvere)

Tous situés dans l'actuelle Estonie

### articles connexes
- Famille von Stackelberg

## Source
- (es) Cet article est partiellement ou en totalité issu de l’article de Wikipédia en espagnol intitulé « Gustav Ernst von Stackelberg » (voir la liste des auteurs).